# MRPS14
MRPS14 (англ. Mitochondrial ribosomal protein S14) – білок, який кодується однойменним геном, розташованим у людей на 1-й хромосомі. Довжина поліпептидного ланцюга білка становить 128 амінокислот, а молекулярна маса — 15 139.
| 10         |  | 20         |  | 30         |  | 40         |  | 50         |
| ---------- |  | ---------- |  | ---------- |  | ---------- |  | ---------- |
| MAAFMLGSLL |  | RTFKQMVPSS |  | ASGQVRSHYV |  | DWRMWRDVKR |  | RKMAYEYADE |
| RLRINSLRKN |  | TILPKILQDV |  | ADEEIAALPR |  | DSCPVRIRNR |  | CVMTSRPRGV |
| KRRWRLSRIV |  | FRHLADHGQL |  | SGIQRATW   |  |            |  |            |

A: Аланін

C: Цистеїн

D: Аспарагінова кислота

E: Глутамінова кислота

F: Фенілаланін

G: Гліцин

H: Гістидин

I: Ізолейцин

K: Лізин

L: Лейцин

M: Метіонін

N: Аспарагін

P: Пролін

Q: Глутамін

R: Аргінін

S: Серин

T: Треонін

V: Валін

W: Триптофан

Кодований геном білок за функціями належить до рибонуклеопротеїнів, рибосомних білків. 
Локалізований у мітохондрії.